# Tomulești (okręg Giurgiu)
Tomulești – wieś w Rumunii, w okręgu Giurgiu, w gminie Toporu. W 2011 roku liczyła 849 mieszkańców.